# Santa Catarina da Serra e Chainça
Santa Catarina da Serra e Chainça (oficialmente: União das Freguesias de Santa Catarina da Serra e Chainça) é uma freguesia portuguesa do município de Leiria, com 41,2 km² de área e 4572 habitantes (censo de 2021). A sua densidade populacional é 111 hab./km².

## História
Foi constituída em 2013, no âmbito de uma reforma administrativa nacional, pela agregação das  freguesias de Santa Catarina da Serra e Chainça e tem a sede em Santa Catarina da Serra.

## Demografia
A população registada nos censos foi:
| Distribuição da População por Grupos Etários | Distribuição da População por Grupos Etários | Distribuição da População por Grupos Etários | Distribuição da População por Grupos Etários | Distribuição da População por Grupos Etários | Distribuição da População por Grupos Etários |
| -------------------------------------------- | -------------------------------------------- | -------------------------------------------- | -------------------------------------------- | -------------------------------------------- | -------------------------------------------- |
| Antes da agregação                           |                                              |                                              |                                              |                                              |                                              |
| Ano                                          | 0-14 anos                                    | 15-24 anos                                   | 25-64 anos                                   | >= 65 anos                                   | Total                                        |
| 2001                                         | 923                                          | 720                                          | 2446                                         | 688                                          | 4777                                         |
| 2011                                         | 712                                          | 694                                          | 2600                                         | 864                                          | 4870                                         |
| Após a agregação                             |                                              |                                              |                                              |                                              |                                              |
| Ano                                          | 0-14 anos                                    | 15-24 anos                                   | 25-64 anos                                   | >= 65 anos                                   | Total                                        |
| 2021                                         | 521                                          | 495                                          | 2380                                         | 1176                                         | 4572                                         |

## Património
- Igreja de Santa Catarina da Serra
- antigo Palácio da Quinta do Barão do Salgueiro
- parque de merendas do Vale Mourão (Loureira)
- Rancho Folclórico de S. Guilherme e o seu Museu Etnográfico (Magueigia)
- Museu dos Automóveis Antigos
- Igreja Matriz
- Cruzeiro da Capela
- Moinhos de vento

## Lugares da Freguesia
- - Barreiria
  - Cardosos
  - Casal da Estortiga
  - Casal da Fartaria
  - Casal da Fonte da Pedra
  - Casal das Figueiras
  - Casal Novo
  - Cercal
  - Chainça
  - Cova Alta
  - Gordaria
  - Loureira
  - Magueigia
  - Olivais
  - Pedrome
  - Pinheiria
  - Quinta da Sardinha
  - Quinta do Salgueiro
  - Santa Catarina da Serra
  - Sete Rios
  - Siróis
  - Sobral
  - Ulmeiro
  - Vale Faria
  - Vale Maior
  - Vale do Sumo
  - Vale Tacão